# Rissoina mayori
Rissoina mayori är en snäckart som beskrevs av Dall 1927. Rissoina mayori ingår i släktet Rissoina och familjen Rissoidae. Inga underarter finns listade i Catalogue of Life.